# حسين الكاشفي
الملا حسين بن علي الكاشفي البيهقي السبزواري (ت. 910 هـ). هو رجل دين وشاعر ومفسِّر مسلم فارسي من أهل سبزوار، وقد وقع الاختلاف والاضطراب في تحديد هويته المذهبيَّة بين من نسبه للتشيُّع ومن نسبه للتسنُّن.

## الأقوال فيه

### القائلون بتشيعه
- أفرد القاضي نور الله التستري ترجمةً للكاشفي في كتابه الفارسي مجالس المؤمنين، وأكثر من الثناء عليه، فقال فيه ما تعريبه أنّه: «مجموعة العلوم الدينيّة وسفينة المعارف اليقينية»،[2] وهذا كتابه المذكور قد خصّصه لذكر رجال الشيعة لا غيرهم، فقد قال في فاتحة الكتاب: «وفي هذه الأيام - بناءاً على هذه المقدّمات - حيث استظهر أتباع الطريقة الموسويّة المرتضويّة بظهور الدولة الأبديّة، وزُلزل إيوان العدوان بيد الولاية، فأزالت حكم الأكاسرة العدويّة، وهُدمت قصر القياصرة العثمانيّة الأمويّ، قام تراب أقدام الشيعة الإثني عشريّة، ربيب الدولة الأبديّة، فانفتق من ربقة التقيّة، وابتعد من قيود الأقلام والحجر على الأفهام بوضع تراجم لبعض مشاهير الشيعة العليّة والصحابة المرضيّة، وتابعي السنن المرتضويّة، من مجتهدي الأحكام ورواة أحاديث سيّد الأنام وحكماء الإسلام وعظماء أئمّة الكلام، وساير العلماء الأعلام والصوفيّة مكرّمي المقام، والسلاطين ذوي الاقتدار، والوزراء ذوي الإدارة الفائقة للبلاد، والشعراء الفصحاء».[3]
- استظهر عبد الله الأفندي الإصفهاني أنَّ سبب نسبة التسنن للكاشفي كانت لإدراجه آراء أهل التسنُّن والتصوُّف في كتبه وذهب إلى تشيُّعه، فقال: «أدرج في تفاسيره بل في غيرها من كتبه مسالك الصوفيّة ومذاهب أهل السنّة، ولذلك يُظن عدم تشيّعه، وتشيّعه عندي واضح».
- ترجم محمد باقر الخوانساري للكاشفي في كتابه روضات الجنَّات في أحوال العلماء والسادات، ونقل بيتين من الشعر استدلَّ بهما على تشيُّع الكاشفي إذ قال بعد نقلهما: «وهما أصرح دليل على تشيُّعه لأن الاستدلال بهذه الآية على اشتراط العصمة في الإمامة مشهور بين الشيعة الإماميين». وهذين البيتين هما:[4]

| ذريتي سؤال خليل خدا بخوان           |  | واز لا ينال عهد جوابش بكن ادان  |
| گردد تورا عيان كه امامت نه لايق است |  | آنرا كه بوده بيشتر عمر درخطا(1) |

- ذكر محمد تقي المامقاني كتاب روضة الشهداء ضمن مصادر كتابه صحيفة الأبرار، وصرَّح بكون الرجل إمامياً، واعتذر له بأنه قد يُظهر التقية، فقال: «كتاب روضة الشهداء للحسين بن علي الكاشفي السبزاوري، صاحب جواهر التفسير والمواهب العلية وغيرهما، وكتابه هذا من الكتب المشهورة، ومؤلفه إمامي ربما كان يظهر التقية في بعض المقامات».[5]

- ذهب آغا بزرگ الطهراني إلى تشيُّع الكاشفي، وأبدى استغرابه ممن نسبه إلى التسنُّن، فقال: «ومن الغريب استدلال البعض على أنَّ الكاشفي كان حنفياً يشبه الشيعة لأنَّه ألَّف رسالة في الفقه الحنفي».[6]

- ترجم عباس القمي للكاشفي في كتابه الكنى والألقاب مثنياً عليه بالقول: «العالم الفاضل المولى حسين بن علي البيهقي السبزواري، واعظ جامع للعلوم الدينية، مفسر محدث متبحر خبير»، ثم نقل نفس البيتين من شعر الكاشفي عادَّاً إياهما دليلاً على تشيُّع الكاشفي، فقال بعد نقله للبيتين: «وهذا يدل على تشيعه».[7]

- أفرد محسن الأمين العاملي ترجمة مطولَّة للكاشفي في موسوعته أعيان الشيعة ذكر فيها بعض أقوال المؤرِّخين والكتَّاب، وقال عند ذكره لكتاب روضة الشهداء أحد أشهر كتب الكاشفي - ما نصُّه -: «وهو كتاب متداول معروف بين الناس، يظهر منه تشيعه مع مراعاة جانب المداراة».[8]

- أكَّد محمد جمعة بادي تشيُّع الكاشفي عند مناقشته لكتابه روضة الشهداء في كتابه المصيبة الراتبة إذ قال أنَّ الكاشفي «كان من أهل سبزوار، وهي مسقط رأسه، وقد كانت في أيّامه إحدى مراكز التشيّع في بلاد فارس، وقد عُرفت بالتّعصّب لمذهب أهل البيت عليهم السلام، وهذا يقتضي أن يكون المولود فيها من المتعصبين للمذهب على شاكلة أهلها إلّا أن يُقام دليلٌ على خلاف ذلك»،[9] وقال في موضع آخر: «والكل رأى أن التشيُّع واضح في قصائده ومصنَّفاته وكلماته، وذكر العلماء أنَّ له قصيدة فارسية يصرِّح فيها بتشيُّعه وفيها يستدلُّ على عصمة الأئمة عليهم السلام، ويظهر في نفس كتاب روضة الشهداء تشيُّعه، خصوصاً أنَّه مؤلَّف ومصنَّف على ترتيب كتب علماء الشيعة»، ثم علَّل نسبة التسنن إليه بقوله: «أمَّا بالنسبة للتسنُّن فإنَّها لحقته لأنَّه كان يدرج آراء أهل السنَّة وأهل التصوُّف في كتبه».[10]

### القائلون بتسننه
- عدَّ حامد حسين الهندي الكاشفي من علماء السنَّة إذ نقل عنه في كتابه عبقات الأنوار وفقاً لما ذكره عنه علي الحسيني الميلاني إذ قال: «نقل عنه صاحب كتاب عبقات الانوار وعدَّه من علماء العامَّة»، وظاهر عبارة الميلاني هو موافقته للهندي.[11]

## مؤلفاته
للكاشفي عدد كبير من المؤلَّفات، وهي بين مطبوع ومخطوط، ومنها:
| - روضة الشهداء. مقتل فارسي، وقد ذكر الطهراني أنَّه «مرتب على عشرة أبواب وخاتمة فيها ذكر أولاد السبطين وجملة من السادات»، ثمَّ نقل القول بكونه «أول مقتل فارسي شاعت قرائته بين الفرس»، فصار يُقال للخطيب الحسيني روضه خوان أي قارئ الروضة. وقد لُخِّص الكتاب، كما ترجمه إلى التركيَّة (الأذربيجانيَّة) محمد بن سليمان فضولي البغدادي بعنوان حديقة السعداء. - الرسالة العلية في الأحاديث النبوية. فارسيَّ في شرح أربعين حديثاً من الأحاديث النبويَّة، وقال حاجي خليفة أنَّ هذه الرسالة «جامعة لأكثر أصول العبادات، مرتبة على ثمانية أصول وكل أصل على خمسة وصول. أتى فيها بالآيات أولا ثم الأخبار والأبيات والأمثال والحكايات». - انوار سهيلى. ترجمة فارسيَّة لكتاب كليلة ودمنة الذي هو في الأصل كتاب باللغة الهنديَّة، ثم تُرجم إلى الفارسيَّة الپهلويَّة، ثم عرَّبه عبد الله بن المقفَّع، وهذه الترجمة ترجمة عن التعريب إلى الفارسيَّة الحديثة. - اخلاق محسنى. - اسرار قاسمى. | - بدائع الأفكار في صنائع الأشعار. - جواهر التفسير لتحفة الأمير. - مختصر جواهر التفسير. مختصر لكتابه جواهر التفسير. - رسالهٔ حاتميه. رسالة في أحوال حاتم الطائي. - زاد المسافرين. - سبعهٔ کاشفيه. - شرح مثنوى. شرح على مثنوى معنوى لجلال الدين الرومي؛ وقد ذكر آغا بزرگ الطهراني عند ذكره لهذا الشرح أنَّ للكاشفي ثلاث شروح على المثنوي وذلك نقلاً عن فهرس مصنَّفاته. - مخزن الإنشاء. قال الطهراني في وصفه أنَّه «في ما يُكتب بالفارسية إلى طبقات الناس». - صحيفهٔ شاهی. قال الطهراني في وصفه أنَّه «في أقسام المنشآت لمختلف الطبقات». - فتوت‌نامهٔ سلطانی. ذكر الطهراني أنَّه «كتب هذا الكتاب في آداب الفتوة وسيرة الفتيان». - لب لب مثنوی. |

## الهوامش
- 1 - أشار الأمين لهذين البيتين ضمن ترجمته للكاشفي، وقال أنَّ حاصل ترجمتها أنَّ « سؤال إبراهيم عليه السلام بقوله ومن ذريتي بعد قوله تعالى إنه جاعلك للناس إماما ومطابقة الجواب للسؤال بقوله تعالى لا ينال عهدي الظالمين وعلو مقام إبراهيم عليهم عن طلب المحال دليل واضح على أنَّ الإمامة لا تليق بمن كان أكثر عمره في الخطأ».[8]

## صور

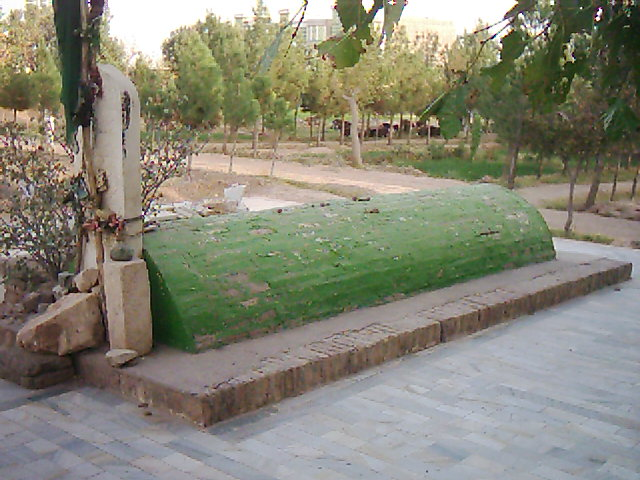
قبر الكاشفي بهراة الأفغانيَّة.
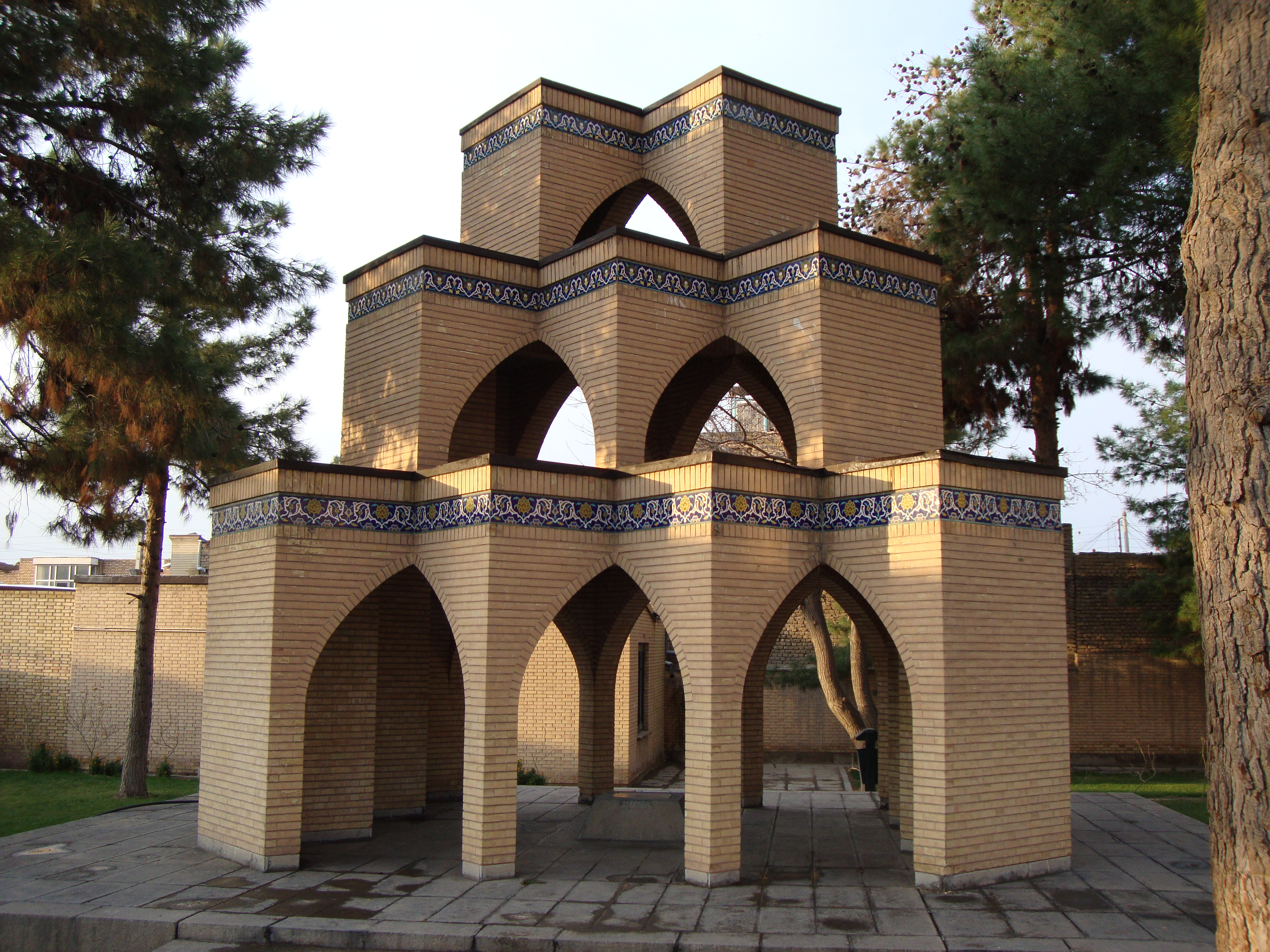
نصب تذكاري للكاشفي بمسقط رأسه سبزوار.